# Le Monstre marin
Le Monstre marin (allemand : Das Meerwunder ) ou L'Enlèvement d’Amymoné est une  gravure sur cuivre datée vers 1498-1500 du maître de la Renaissance allemande Albrecht Dürer. 

## Description
La gravure montre une voluptueuse femme nue chevauchant un triton, une créature mâle mi-homme, mi-poisson. L'homme porte une barbe et des bois de cerf, tandis que le bas de son corps est couvert d'écailles. Il brandit une carapace de tortue en guise de bouclier. La femme, une jeune princesse, a apparemment été enlevée et traînée loin de la rive du fleuve ; ses compagnons se précipitent hors de l'eau dans la panique, levant les bras en signe de protestation ou se couchant en pleurant. La femme porte une coiffure milanaise extravagante ou orientale, selon les interprétations, et sa bouche est ouverte dans un cri alors qu'elle regarde ses amis ou parents qui accourent désemparés. Malgré le regard aussi éploré que résigné de la femme vers la rive et sa bouche ouverte, sa pose décontractée de Vénus suggère à certains critiques qu'elle n'est pas trop préoccupée par son sort. Ce drame marin s'inscrit dans un paysage alpin, devant un château semblable au château de Nuremberg, une forteresse est située sur le rocher au-dessus de la rivière, tandis qu'au fond apparait un petit bateau que le monstre semble redouter.

## Style
Dürer fait preuve ici d'une maîtrise absolue de la technique du burin, disposant d'un dense réseau de lignes horizontales pour ménager des reflets sur l'eau et former un fonds plus sombre qui met les figures en valeur.

## Analyse
La scène d'enlèvement, hautement sensuelle, semble n'être qu'un prétexte pour graver un gracieux nu féminin à l'antique. Dürer porte un intérêt grandissant au nu féminin classique à partir de la fin des années 1490, notamment après son retour d'Italie.
L'écrivain Jonathan Jones décrit la gravure comme une « image troublante et merveilleuse de l'érotisme », tandis que l'historien Walter L. Strauss note que l'enlèvement de la femme peut être un moyen de légitimer sa nudité.

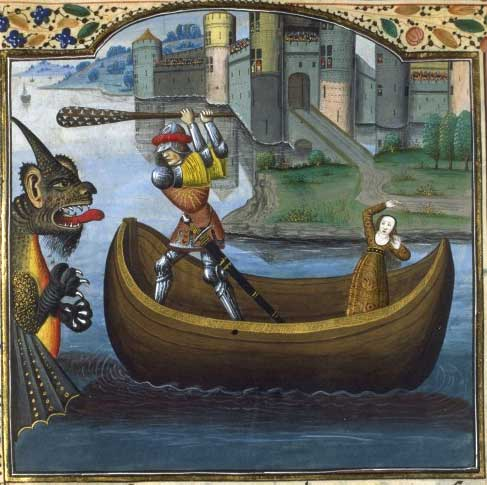
Héraclès sauve Hésione, miniature médiévale montrant Hercule combattant une bête marine.

Cette gravure est l'une des premières tentatives d'anatomie et de proportion de Dürer, achevée avant qu'il ne puisse arriver à ce qu'il considère comme le canon de la beauté humaine dans son Adam et Ève de 1504. L'image peut être approximativement datée en raison d'une étude de nu similaire conservée à l'Albertina (musée) de Vienne (Autriche) que Dürer a signée et datée de 1501. Une copie maniériste a été achevée vers 1550 en Allemagne, qui montre la scène en miroir. L'exemplaire est signé IoHann Von Essen.
On peut noter des similitudes dans la composition avec le dessin de L'Enlèvement d'Europe à l'Albertina.

## Interprétation
Dans son Journal aux Pays-Bas, Dürer lui-même baptise son estampe le « Monstre marin » (Meerwunder).
On ne sait pas quel conte classique ou contemporain spécifique Dürer a cherché à illustrer ; il est connu pour avoir synthétisé différentes sources et réuni des motifs en une seule image. L'enlèvement d'une femme par un dieu de l'eau est l'une des plus anciennes conceptions mythologiques grecques et un sujet qui a fasciné les hommes jusqu'à la Renaissance. Dürer ajoute une couche de complexité à la scène en ce sens que la femme ne semble pas trop bouleversée par son sort.
Giorgio Vasari donne une première description de l'œuvre, à travers une vague description d'une image d'une nymphe située dans le monde antique. Des interprétations mentionnent l'enlèvement de Scylla par le démon marin Glaucos, l'enlèvement d'Hésione par un monstre, Amymone enlevée par Poséidon ou la nymphe Périmélé sauvée par le même dieu. D'autres spéculations se concentrent sur Anna Perenna, qui échappe à Énée avec l'aide d'un dieu de l'eau à cornes. L'historienne de l'art Jane Campbell Hutchison suggère que la coiffe milanaise pourrait faire référence à la reine lombarde Théodelinde de Bavière, qui a également été enlevée par un monstre marin. La figure tritonique cornue fait écho à une description donnée par Poggio Bracciolini d'un monstre marin qui avait terrorisé la côte adriatique au début du XVe siècle.
Peut-être faut-il se tourner vers une légende germanique, comme celle des origines antiques de Nuremberg, à moins qu'il ne s'agisse de la métaphore, chère aux humanistes proches de l'artiste, du transfert de la Renaissance à l'Antique depuis l'Italie jusqu'au nord des Alpes.